# João Gilberto Coelho
João Gilberto Lucas Coelho (Quaraí, 25 de abril de 1945) é um político brasileiro.
Filho de Vicente Coelho e Celina Lucas Coelho, tem três irmãos, Eloá Coelho da Silva, João Érico Lucas Coelho e João Batista Lucas Coelho.
Foi três vezes deputado federal e vice-governador do Rio Grande do Sul na gestão de Alceu Collares, foi presidente da Fundação Pedro Horta, atualmente Fundação Ulysses Guimarães, entre os anos de 1981 e 1982.  É filiado ao Partido da Social Democracia Brasileira, partido do qual participou de sua fundação em 1988.